# Franco Andreone

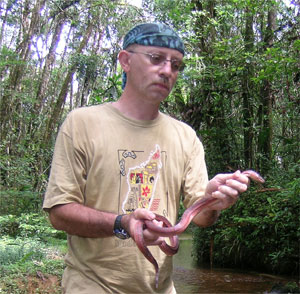
Franco Andreone in Sahavontsira

Franco Andreone (* 23. Mai 1961 in Turin) ist ein italienischer Zoologe und Herpetologe.

## Leben
Von 1980 bis 1985 studierte Andreone Biowissenschaften an der Universität Turin. 1991 wurde an der Universität Bologna in Wildtierbiologie promoviert. Seit Mai 1991 ist er Kurator der zoologischen Abteilung am Museo Regionale di Scienze Naturali di Torino, wo er für die Sammlungen der Reptilien, Amphibien und anderer Wirbeltiere verantwortlich ist. Seit Beginn der 2000er war er Chefredakteur oder Redakteur der Publikationen des Museums (Bollettino del Museo Regionale di Scienze Naturali di Torino, Monografie, Atti del Museo Civico di Storia Naturale di Trieste, Naturalisti, Storie Naturali). Er war Redakteur bei Acta Herpetologica, ZooKeys (Amphibia) und Alytes. Von 2011 bis 2015 war er Präsident der International Society for the Study and Conservation of the Amphibians (ISSCA). Derzeit ist er Herausgeber der Zeitschriften Frontiers in Ecology and Evolution (Conservation), Phyllomedusa - Journal of Herpetology, Nature Conservation und dem Biodiversity Data Journal.
Seit 1988 widmet sich Andreone den Amphibien und Reptilien in Madagaskar, besuchte Regenwald- und Laubwaldgebiete und förderte Naturschutzmaßnahmen. Seit 2008 ist er Vorsitzender der IUCN SSC Amphibian Specialist Group für Madagaskar. Er organisierte die Konferenz A Conservation Strategy for the Amphibians of Madagascar (ACSAM), die im September 2006 in Antananarivo stattfand. Es wurde der Sahonagasy Action Plan (der offizielle Aktionsplan für die Erhaltung der Amphibien Madagaskars) erstellt und anschließend wurden mehrere populärwissenschaftliche und wissenschaftliche Schriften zu ACSAM veröffentlicht sowie Maßnahmen zur Sensibilisierung der Öffentlichkeit durch Schulungen und Feldstudien initiiert. Im Jahr 2014 veranstaltete er zusammen mit mehreren anderen Personen den Workshop ACSAM2 in Ranomafana (Madagaskar), bei dem namhafte in Madagaskar tätige Naturschützer und Herpetologen teilnahmen.
Andreone führt auch Studien und Naturschutzinitiativen über die italienische Herpetofauna durch. Er war Herausgeber des Atlante degli anfibi e dei rettili del Piemonte e della Valle d’Aosta, wirkte am Atlante erpetologico italiano mit und war Mitherausgeber des Amphibien-Bandes der Reihe Fauna d’Italia. Im Jahr 2019 veröffentlichte er für den Verlag Editore Fiorina die Aquarellbroschüre In Madagascar – Fra le rane e altri animali. Im selben Jahr veröffentlichte er zusammen mit Matteo Di Nicola, Luca Cavigioli und Luca Luiselli den Feldführer Anfibi e Rettili d’Italia im Verlag Edizioni Belvedere.
In den letzten Jahren interessierte er sich für Aspekte der Kommunikation und Verbreitung der Wissenschaft und förderte Initiativen, um der Öffentlichkeit die Erhaltung der biologischen Vielfalt, insbesondere der Amphibien und Reptilien, näher zu bringen. In den Jahren 2011, 2013 und 2015 konzipierte und organisierte er die HerpeThon-Initiative, eine Reihe von informativen Konferenzen zu herpetologischen Themen mit Bildungs- und Erhaltungszwecken. Im Jahr 2011 organisierte er den ersten Madagaskar-Tag, der bis 2019 regelmäßig stattfand.

## Schriften (Auswahl)
- Revised Catalogue of the Herpetological Collection in Turin University, 1993
- Amphibia, 1994
- Erpetologia del Piemonte e della Valle d'Aosta: atlante degli anfibi e dei rettili, 1998
- Timeless Europe, 2006 (deutsch: Die faszinierende Naturwelt Europas, 2007)
- Threatened Frogs of Madagascar, 2007
- Workshop HerpeThon 2015. Allevamento e commercio di anfibi e rettili: fra rischi e opportunità di conservazione. Riassunti. Museo Regionale di Scienze Naturali, Torino, 2015
- The Amphibians of the Sahamalaza Peninsula, Northwest Madagascar Actions for their Conservation, 2016
- Les amphibiens du Nord de Madagascar, 2018
- In Madagascar: fra le rane e altre animali, 2019
- Anfibi e Rettili d’Italia, 2019